# Гомон
Гомон (фр. Gomont) насеље је и општина у североисточној Француској у региону Шампањ-Арден, у департману Ардени која припада префектури Ретел.
По подацима из 2011. године у општини је живело 351 становника, а густина насељености је износила 48,55 становника/km². Општина се простире на површини од 7,23 km². Налази се на средњој надморској висини од 93 метара.

## Демографија
| 1962. | 1968. | 1975. | 1982. | 1990. | 1999. | 2011. |
| ----- | ----- | ----- | ----- | ----- | ----- | ----- |
| 373   | 394   | 342   | 309   | 292   | 320   | 351   |

График промене броја становника у току последњих година